# زیردریایی کلاس ایکس
زیردریایی کلاس ایکس (به انگلیسی: X-class submarine) یک کلاس از زیردریایی است که طول آن 51.25 ft (15.62 m) می‌باشد.